# Ophellantha spinosa
Ophellantha spinosa är en törelväxtart som beskrevs av Paul Carpenter Standley. Ophellantha spinosa ingår i släktet Ophellantha och familjen törelväxter. Inga underarter finns listade i Catalogue of Life.